# Grosse Tierce
Pour les articles homonymes, voir Tierce.
 (juillet 2023).
Si vous disposez d'ouvrages ou d'articles de référence ou si vous connaissez des sites web de qualité traitant du thème abordé ici, merci de compléter l'article en donnant les références utiles à sa vérifiabilité et en les liant à la section « Notes et références ».
La Grosse Tierce, Grande Tierce ou Tierce basse est un jeu d'orgue appartenant à la famille des mutations et plus particulièrement à la sous-famille des grosses mutations.
Étymologie : de trois, parce qu’elle désigne le troisième degré de l'échelle diatonique. On la dit grosse parce qu’elle parle une ou deux octaves plus bas que la tierce naturelle du 8 pieds (et ses tuyaux sont donc deux ou quatre fois plus gros).
La Grosse Tierce est généralement un jeu de fond flûté donnant le cinquième harmonique de la fondamentale du jeu de 16 pieds. Plus rarement elle sera harmonisée en principal doux. C’est un jeu de 3 1/5 pieds. Sur des orgues généralement assez imposantes, on la trouve au pédalier, comme tierce harmonique du 32 pieds ; elle mesure alors 6 2/5 pieds.
Au pédalier uniquement, elle peut porter le nom de Tierce Basse (Terzbass en allemand).

## Utilisation
La Grosse Tierce 3 1/5 est un jeu typique de l’orgue classique français. On la trouve au clavier de Grand-Orgue sur la plupart des instruments d’esthétique baroque (Dom Bedos, Cliquot) et elle fut remise à l’honneur dans l’orgue néo-classique à la fin du XIXe siècle (Puget). Elle entre dans la composition du grand jeu de tierce à la française : Fonds 16, 8, 4, 2, Gros Nasard 5 1/3 (ou Grosse Quinte), Grosse tierce 3 1/5, Nasard 2 2/3, Tierce 1 3/5. Le Gros Nasard (ou la Grosse Quinte) est facultatif.

## Exemple sonore
Fugue sur l'hymne de la Vierge Ave Maris Stella de Jean-François Dandrieu, extrait du premier livre d'orgue, joué sur le Grand Jeu de Tierce.
Registration :
- Grand Orgue : Bourdons et Principaux 16, 8, 4, 2, Gros Nasard 5 1/3, Grosse tierce 3 1/5, Nasard 2 2/3, Tierce 1 3/5
- Positif : Bourdon, Flûte 4, Nasard 2 2/3, Quarte de Nasard, Tierce 1 3/5
- G.O. et Positif accouplés. Tirasse G.O. et Positif.

## Occurrences
- Grosse Tierce 3 1/5 : GO - Grandes orgues de la cathédrale Saint-Pierre & Saint-Paul de Troyes
- Grosse Tierce 3 1/5 : GO - Grandes orgues de la cathédrale de Monaco
- Grosse Tierce 3 1/5 : GO - Orgue de la cathédrale de Saint-Bertrand de Comminges
- Grande Tierce 3 1/5 : Pédalier - Notre-Dame de Paris
- Grande Tierce 6 2/5 : Pédalier - Grandes orgue de l’église Saint Étienne-du-Mont (Paris)
- Gross Tierce 12 4/5 : Pédalier - Convention Hall - Atlantic City (New Jersey - USA)
- Terz 12 4/5 : Pédalier (Tierce Basse basée sur le 64 pieds) orgue du Branch Street Tabernacle (Lowell, USA)

### Note
1. ↑  Anglais : Great Tierce, Tenth, Double Tierce, Third ; allemand : Grossterz, Gross Tierce, Terzbass, Terzenbass ; italien : Decem, Decima, Decupla